# Uche Okafor
Pour les articles homonymes, voir Okafor.
Uchenna Kizito Okafor dit Uche Okafor est un footballeur international nigérian né le 8 août 1967 à Owerri, et mort le 6 janvier 2011 à 43 ans à Little Elm. Durant sa carrière de joueur, il occupe le poste de défenseur central.

## Biographie
En 1994, il aide son pays à remporter la Coupe d'Afrique des nations en Tunisie et dispute l'intégralité de la finale remporté face à la Zambie (2-1). Faisant partie de la génération dorée des Super Eagles des années 1990, Okafor fait partie du groupe nigérian lors des coupes du monde 1994 (où il reste sur le banc) et 1998 où il ne dispute qu'un seul match lors de la défaite de son équipe (1-3) face au Paraguay lors de la phase de poules le 24 juin 1998. 
Il arrête sa carrière professionnelle en 2001 après un passage aux Kansas City Wizards (après avoir été drafté au 9e tour par ce club au cours de l'été 1996). 
De 2008 à 2011, il est consultant pour le football africain pour la chaine américaine ESPN. 
Son corps est retrouvé par son ex-femme à son domicile près de Dallas, le 6 janvier 2011 après avoir mis fin à ses jours par pendaison.

## Carrière
| Année               | Club                | Pays       |
| ------------------- | ------------------- | ---------- |
| 1986-1988           | ACB Lagos           | Nigeria    |
| 1989-1991           | KRC Malines         | Belgique   |
| 1991-1992           | Union Royale Namur  | Belgique   |
| 1992-1993           | Le Touquet AC       | France     |
| 1993-1994           | Hanovre 96          | Allemagne  |
| 1994-jan. 1995      | União Leiria        | Portugal   |
| jan. 1995-1995      | Ironi Ashdod        | Israël     |
| 1995-jan. 1996      | Sporting Farense    | Portugal   |
| fév. 1996-nov. 2000 | Kansas City Wizards | États-Unis |

## Palmarès
- 1 MLS Supporters' Shield : 2000
- 1 Championnat des États-Unis de football : 2000

- 34 sélections avec l'équipe du Nigéria
- Vainqueur de la CAN 1994